# E3 Harelbeke 1966
De E3 Harelbeke 1966 is de negende editie van de wielerklassieker E3 Harelbeke en werd verreden op 26 maart 1966. Rik Van Looy kwam na 216 kilometer als winnaar over de streep. De gemiddelde uursnelheid van de winnaar was 36,10 km/u.

## Uitslag
| Rang | Naam                | Tijd  |
| ---- | ------------------- | ----- |
| 1    | Rik Van Looy        | 5u59' |
| 2    | Willy Bocklant      | z.t.  |
| 3    | Jos Spruyt          | z.t.  |
| 4    | Roger Swerts        | z.t.  |
| 5    | Robert De Middeleir | z.t.  |
| 6    | Andre Planckaert    | z.t.  |
| 7    | Alfons Hermans      | z.t.  |
| 8    | Willy Hoogewijs     | z.t.  |
| 9    | Noël De Pauw        | z.t.  |
| 10   | Armand Desmet       | z.t.  |